# 미스터 로런스
미스터 로런스(Mr. Lawrence, 1969년 1월 1일 ~ )은 미국의 성우, 각본가, 애니메이터, 코미디언이다.